# فيجوال سورس سيف
مايكروسوفت فيجوال سورس سيف (بالإنجليزية: Microsoft Visual SourceSafe)‏ هو برنامج من تطوير شركة مايكروسوفت له استخدامات عديدة من بينها توحيد المشروع الجاري عمله من قبل فرق التطوير في المؤسسة وحيث يمنع حدوث أي تعديل على الملف الواحد إلا من شخص واحد.